# Sidérocyte
 (mars 2023).
Si vous disposez d'ouvrages ou d'articles de référence ou si vous connaissez des sites web de qualité traitant du thème abordé ici, merci de compléter l'article en donnant les références utiles à sa vérifiabilité et en les liant à la section « Notes et références ».
Les sidérocytes sont des globules rouges dans lesquels on peut voir des dépôts de ferritine mis en évidence par la réaction de Perls (réaction cytochimique au bleu de Prusse). Leur taux augmente après splénectomie, dans les anémies sidéroachrestiques et dans les anémies hémolytiques.